# Acrisio

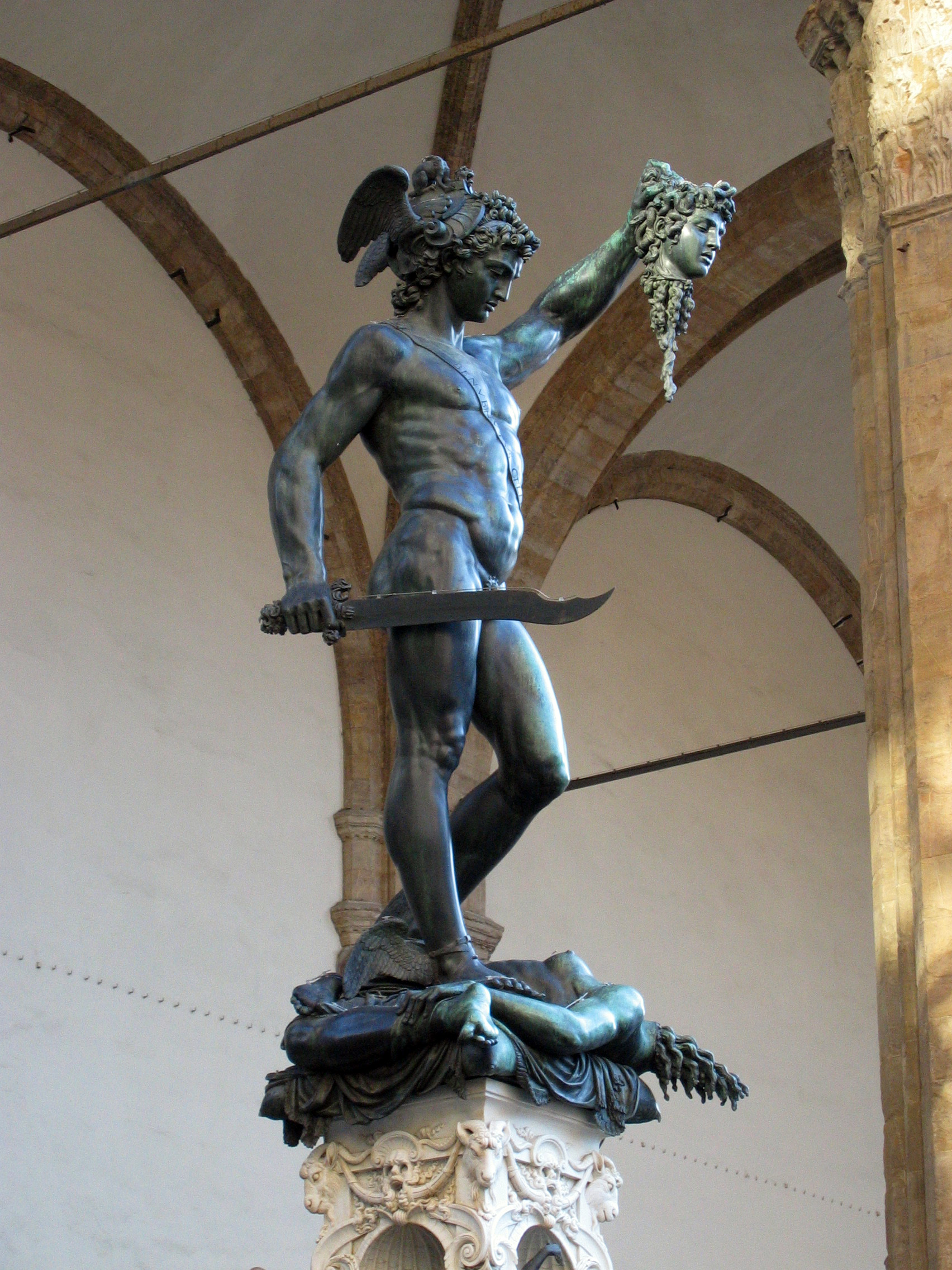
Perseo con la cabeza de la Medusa, Piazza della Signoria, Florencia, Italia

Acrisio ("falta de juicio") fue según la mitología griega rey de Argos. Hijo de Abante y Aglaya o Aglaye ("Brillante"). Mantuvo una lucha constante con su gemelo Preto. La lucha se inicia en el vientre de su madre y duraría toda su vida. Fruto de estas luchas es la invención del escudo. Tuvo con Eurídice una hija llamada Dánae.
Cuando su padre falleció, los hermanos combatieron por el trono de Argos, y Acrisio resultó vencedor, por lo que Preto fue desterrado y se estableció en Licia. Allí se casó con la hija del rey Yóbates y volvió a la Argólide al frente de un gran ejército. Se apoderó de la ciudad de Tirinto, que amuralló, así que reinó en esta ciudad mientras Acrisio lo hacía en Argos.
Acrisio tenía una bella hija llamada Dánae, pero él deseaba un hijo varón que no llegaba. Cansado de esperar consultó con el oráculo que le vaticinó que no tendría hijos varones y que la muerte le llegaría de manos de su único nieto que aún no había nacido. Intentando evitar el oráculo, cuando Dánae alcanza la pubertad su padre la encierra en una cámara subterránea de bronce o en una torre de bronce. Pero Zeus se enamora de ella y se presenta en forma de lluvia de oro, dejando a Dánae encinta de Perseo (aunque, según otra versión, fue Preto quien sedujo a Dánae). Al enterarse de la existencia del niño, Acrisio abandona a este y a la madre en un arca a la deriva en el mar. El arca es rescatada por Dictis, que acoge a ambos en su casa de la isla de Sérifos.
Perseo crece y se convierte en un héroe, cortando la cabeza de la gorgona Medusa y salvando de la muerte a la que sería su mujer Andrómeda. Tras casarse con Andrómeda, Perseo regresa a Argos. Acrisio, al enterarse, huye a Larisa para evitar la profecía. Ya en Larisa Acrisio asiste a la celebración de unos juegos sin saber que su nieto era un participante. En la prueba de lanzamiento de disco un golpe de viento desvía el lanzamiento de Perseo y el disco cae en la cabeza de Acrisio quitándole la vida. El oráculo se había cumplido. Al saber que ha matado a su abuelo, Perseo se siente incapaz de aceptar la corona de Argos y la cambia con su primo Megapentes, hijo de Preto, de modo que Perseo se convierte en rey de Tirinto y Megapentes en rey de Argos.
Los aqueos que llegaron a Siria, y a los que la Biblia llama jivitas pudieron haber llevado con ellos el mito de un enfrentamiento prenatal entre mellizos, que fue aplicado a la división del patrimonio de Abraham entre Israel (Jacob) y Edom (Esaú).
| Predecesor: Preto | Reyes de Argos | Sucesor: Perseo |